# Нейт Манн
Нейт Манн (англ. Nate Mann) — американський актор.
Манн відвідував академію Джермантауна, яку закінчив у 2015 році. Навчався акторської майстерності в Театрі на Волнат-стріт, а потім у Джульярдській школі, отримавши ступінь бакалавра образотворчих мистецтв у 2019 році.
Манн дебютував на сцені в офбродвейській постановці «Маленькі жінки» режисерки Кейт Хемілл.
У 2021 році отримав головну роль у міні-серіалі Apple TV+ «Володарі повітря», а також з'явився у фільмі Пола Томаса Андерсона «Локрична піца».

## Фільмографія

### Фільми
| Рік  |   | Українська назва | Оригінальна назва | Роль   |
| ---- | - | ---------------- | ----------------- | ------ |
| 2021 | ф | Локрична піца    | Licorice Pizza    | Брайан |
| 2023 | ф |                  | Ex-Husbands       | Отто   |

### Телебачення
| Рік  |   | Українська назва | Оригінальна назва  | Роль                                        |
| ---- | - | ---------------- | ------------------ | ------------------------------------------- |
| 2020 | с | Рей Донован      | Ray Donovan        | юний Рей Донован (3 епізоди)                |
| 2022 | с | Зло              | Evil               | Генрі Трецца (Епізод: "The Demon of Money") |
| 2023 | с | Володарі повітря | Masters of the Air | майор Роберт Розенталь (9 епізодів)         |

### Театр
| Рік  | Назва            | Роль           | Театр                         |
| ---- | ---------------- | -------------- | ----------------------------- |
| 2019 | Маленькі жінки   | Лорі Лоуренс   | Первинні стадії               |
| 2020 | Солдатська п'єса | Лейтенант Берд | Театр американських авіаліній |